# Merochlorops liepae
Merochlorops liepae är en tvåvingeart som beskrevs av Spencer 1986. Merochlorops liepae ingår i släktet Merochlorops och familjen fritflugor. Inga underarter finns listade i Catalogue of Life.